# Beji (Pejawaran)
Beji is een bestuurslaag in het regentschap Banjarnegara van de provincie Midden-Java, Indonesië. Beji telt 1042 inwoners (volkstelling 2010).